# Let's Dance 2011
Let's Dance 2011 var den sjätte säsongen av TV-programmet Let's Dance som sändes i TV4. Till skillnad från de tidigare säsongerna ersatte Isabel Edvardsson Maria Öhrman som jurymedlem. Säsongen hade premiär den 7 januari 2011 med Jessica Almenäs och David Hellenius som programledare. Det här var den första säsongen som serien även sändes i TV4 HD. Efter programmet kördes en webbsändning på TV4 Play. Vinnare av Let's Dance 2011 blev Jessica Andersson med sin danspartner Kristjan Lootus.

## Förändringar/nyheter
- De två par som erhåller minst antal röster från tittare och jury tvingas dansa igen, varpå en ny omröstning startar. De par som får minst antal röster i denna omröstning tvingas sedan lämna tävlingen.
- Den tidigare jurymedlemmen Maria Öhrman ersattes av Isabel Edvardsson.
- En del av de tidigare proffsdansarna ersattes av nya sådana.[2]

## Tävlande
Den 22 december 2010 presenterade TV4 deltagarna och dansarna för säsongen. Redan innan hade Aftonbladet avslöjat samtliga deltagare, men inte deras danspartners.
- Alexander Rybak, Norsk violinist, sångare/ESC-vinnare, dansar med Malin Johansson
- Alexandra Pascalidou, journalist, dansar med Ludwig Jerkander
- Anders Bagge, musikproducent, dansar med Cecilia Ehrling
- Andreas Weise, sångare, dansar med Sigrid Bernson
- Björn Ranelid, författare, dansar med Maria Lindberg
- Denise Rudberg, deckarförfattare, dansar med Tobias Wallin
- Figge Norling, skådespelare, dansar med Oksana Spichak
- Frank Andersson, brottarlegendar, dansar med Charlotte Sinclair
- Hannah Graaf Karyd, krönikör/sångerska samt f.d. glamourmodell, dansar med Calle Sterner
- Helena Lundbäck, elitryttare, dansar med Jonathan Näslund
- Jessica Andersson, sångerska, dansar med Kristjan Lootus
- Tina Thörner, rallykartläsare, dansar med Tobias Karlsson

## Placering i tävlingen
| 1  | Jessica Andersson    |         |         |         |         | 7:a     | 6:a     |         |         |         | 2:a     | Vinnare |  |  |  |
| 2  | Frank Andersson      |         |         |         |         |         |         |         | 4:a     | 3:a     |         | Tvåa    |  |  |  |
| 3  | Tina Thörner         |         |         |         |         |         |         |         |         |         | Utröst. |         |  |  |  |
| 4  | Alexander Rybak      |         | 9:a     |         | 7:a     |         |         | 4:a     | 3:a     | Utröst. |         |         |  |  |  |
| 5  | Figge Norling        |         |         |         |         |         |         | 5:a     | Utröst. |         |         |         |  |  |  |
| 6  | Alexandra Pascalidou | 11:a    | 10:a    | 9:a     |         |         | 5:a     | Utröst. |         |         |         |         |  |  |  |
| 7  | Helena Lundbäck      |         |         |         | 8:a     | 6:a     | Utröst. |         |         |         |         |         |  |  |  |
| 8  | Andreas Weise        |         |         |         |         | Utröst. |         |         |         |         |         |         |  |  |  |
| 9  | Björn Ranelid        | 10:a    |         | 8:a     | Utröst. |         |         |         |         |         |         |         |  |  |  |
| 10 | Anders Bagge         |         |         | Utröst. |         |         |         |         |         |         |         |         |  |  |  |
| 11 | Hannah Graaf         |         | Utröst. |         |         |         |         |         |         |         |         |         |  |  |  |
| 12 | Denise Rudberg       | Utröst. |         |         |         |         |         |         |         |         |         |         |  |  |  |

## Summa jurypoäng
| Jessica och Kristjan | 12 | 10 | 22 | 18 | 24 | 23 | 20 | 18 | (40) 31+9  | 37 | (67) 28+39 | (71) 34+37 | (114) 36+38+40 |  |  |  |  |  |  |  |  |  |  |
| Frank och Charlotte  | 11 | 20 | 31 | 20 | 21 | 32 | 30 | 30 | (36) 31+5  | 34 | (70) 32+38 | (78) 38+40 | (112) 33+40+39 |  |  |  |  |  |  |  |  |  |  |
| Tina och Tobias K.   | 17 | 12 | 29 | 14 | 27 | 32 | 34 | 29 | (34) 26+8  | 24 | (61) 33+28 | (62) 31+31 |                |  |  |  |  |  |  |  |  |  |  |
| Alexander och Malin  | 20 | 14 | 34 | 15 | 19 | 21 | 24 | 18 | (35) 25+10 | 36 | (48) 19+29 |            |                |  |  |  |  |  |  |  |  |  |  |
| Figge och Oksana     | 17 | 19 | 36 | 27 | 18 | 30 | 37 | 23 | (43) 37+6  | 26 |            |            |                |  |  |  |  |  |  |  |  |  |  |
| Alexandra och Ludwig | 8  | 11 | 19 | 16 | 19 | 28 | 34 | 13 | (33) 26+7  |    |            |            |                |  |  |  |  |  |  |  |  |  |  |
| Helena och Jonathan  | 14 | 12 | 26 | 23 | 14 | 23 | 19 | 24 |            |    |            |            |                |  |  |  |  |  |  |  |  |  |  |
| Andreas och Sigrid   | 14 | 7  | 21 | 8  | 20 | 21 | 25 |    |            |    |            |            |                |  |  |  |  |  |  |  |  |  |  |
| Björn och Maria      | 9  | 6  | 15 | 12 | 11 | 10 |    |    |            |    |            |            |                |  |  |  |  |  |  |  |  |  |  |
| Anders och Cecilia   | 9  | 12 | 21 | 18 | 15 |    |    |    |            |    |            |            |                |  |  |  |  |  |  |  |  |  |  |
| Hannah och Calle     | 5  | 18 | 23 | 15 |    |    |    |    |            |    |            |            |                |  |  |  |  |  |  |  |  |  |  |
| Denise och Tobias W. | 13 | 14 | 27 |    |    |    |    |    |            |    |            |            |                |  |  |  |  |  |  |  |  |  |  |

Röda siffror paret som fick lägst antal poäng från juryn den veckan.
Gröna siffror paret som fick högst antal poäng från juryn den veckan.
     paret som blev utslagna från tävlingen.
     de två paren som fick lägst jurypoäng samt tittarröster.
     vinnande paret.
     paret som kom på andra plats.

## Program

### Program 1
Sändes den 7 januari 2011.
1. Frank Andersson och Charlotte Sinclair - Cha-cha-cha (Fuck you - Cee Lo Green)
2. Alexandra Pascalidou och Ludwig Jerkander - Cha-cha-cha (Lovefool - The Cardigans)
3. Jessica Andersson och Kristjan Lootus - Vals (Everybody hurts - R.E.M.)
4. Figge Norling och Oksana Spichak - Cha-cha-cha (Ambitions - Donkeyboy)
5. Anders Bagge och Cecilia Ehrling - Vals (Heroes - David Bowie)
6. Hannah Graaf Karyd och Calle Sterner - Cha-cha-cha (Dancing on my own - Robyn)
7. Alexander Rybak och Malin Johansson - Vals (Purple rain - Prince)
8. Tina Thörner och Tobias Karlsson - Cha-cha-cha (Black or white - Michael Jackson)
9. Denise Rudberg och Tobias Wallin - Vals (Keep on walking - Salem al Fakir)
10. Andreas Weise och Sigrid Bernson - Cha-cha-cha (Break your heart - Taio Cruz)
11. Helena Lundbäck och Jonathan Näslund - Vals (Om du lämnade mig nu - Lars Winnerbäck feat. Miss Li)
12. Björn Ranelid och Maria Lindberg - Vals (Hallelujah - Leonard Cohen)

#### Juryns poäng
| Nr | Tävlingspar          | Dermot Clemenger | Isabel Edvardsson | Ann Wilson | Tony Irving | Poängsumma |
| -- | -------------------- | ---------------- | ----------------- | ---------- | ----------- | ---------- |
| 1  | Frank och Charlotte  | 3                | 3                 | 3          | 2           | 11         |
| 2  | Alexandra och Ludwig | 2                | 2                 | 2          | 2           | 8          |
| 3  | Jessica och Kristjan | 3                | 3                 | 3          | 3           | 12         |
| 4  | Figge och Oksana     | 5                | 4                 | 4          | 4           | 17         |
| 5  | Anders och Cecilia   | 3                | 2                 | 3          | 1           | 9          |
| 6  | Hannah och Calle     | 1                | 1                 | 2          | 1           | 5          |
| 7  | Alexander och Malin  | 5                | 5                 | 5          | 5           | 20         |
| 8  | Tina och Tobias K    | 4                | 4                 | 4          | 5           | 17         |
| 9  | Denise och Tobias W  | 3                | 4                 | 3          | 3           | 13         |
| 10 | Andreas och Sigrid   | 4                | 3                 | 3          | 4           | 14         |
| 11 | Helena och Jonathan  | 3                | 4                 | 4          | 3           | 14         |
| 12 | Björn och Maria      | 2                | 2                 | 2          | 3           | 9          |

#### Utröstningen
I de första programmet röstas ingen ut men nedan visas dock ändå de par som erhöll minst antal röster sammanlagt från både tittare och jury
| Lägst antal tittarröster       |                                           |
| Hannah Graaf och Calle Sterner | Alexandra Pascalidou och Ludwig Jerkander |

### Program 2
Sändes den 14 januari 2011.
1. Anders Bagge och Cecilia Ehrling - Rumba (With or Without You - U2)
2. Andreas Weise och Sigrid Bernson - Quickstep (We No Speak No Americano (Yolanda Be Cool & DCUP)
3. Helena Lundbäck och Jonathan Näslund - Rumba (Desperado - The Eagles)
4. Hannah Graaf Karyd och Calle Sterner - Quickstep (Monday Morning (Melanie Fiona)
5. Jessica Andersson och Kristjan Lootus - Rumba (Angels - Robbie Williams)
6. Figge Norling och Oksana Spichak - Quickstep (Satellite - Lena)
7. Björn Ranelid och Maria Lindberg - Rumba (Ängeln i Rummet - Eva Dahlgren)
8. Frank Andersson och Charlotte Sinclair - Quickstep (Could You Be Loved - Bob Marley)
9. Denise Rudberg och Tobias Wallin - Rumba (Empire State of Mind - Jay-Z feat. Alicia Keys)
10. Alexander Rybak och Malin Johansson - Rumba (Utan Dina Andetag - Kent)
11. Alexandra Pascalidou och Ludwig Jerkander - Quickstep (Hey, Soul Sister - Train)
12. Tina Thörner och Tobias Karlsson - Quickstep (Oh Boy - Miss Li)

#### Juryns poäng
| Nr | Tävlingspar          | Dermot Clemenger | Isabel Edvardsson | Ann Wilson | Tony Irving | Poängsumma |
| -- | -------------------- | ---------------- | ----------------- | ---------- | ----------- | ---------- |
| 1  | Anders och Cecilia   | 3                | 3                 | 4          | 2           | 12         |
| 2  | Andreas och Sigrid   | 2                | 2                 | 2          | 1           | 7          |
| 3  | Helena och Jonathan  | 3                | 3                 | 3          | 3           | 12         |
| 4  | Hannah och Calle     | 4                | 4                 | 5          | 5           | 18         |
| 5  | Jessica och Kristjan | 3                | 2                 | 3          | 2           | 10         |
| 6  | Figge och Oksana     | 5                | 4                 | 5          | 5           | 19         |
| 7  | Björn och Maria      | 1                | 1                 | 2          | 2           | 6          |
| 8  | Frank och Charlotte  | 5                | 4                 | 5          | 6           | 20         |
| 9  | Denise och Tobias W  | 4                | 3                 | 3          | 4           | 14         |
| 10 | Alexander och Malin  | 4                | 3                 | 4          | 3           | 14         |
| 11 | Alexandra och Ludwig | 3                | 3                 | 3          | 2           | 11         |
| 12 | Tina och Tobias K    | 3                | 3                 | 3          | 3           | 12         |

#### Utröstningen
Listar de två par som erhöll minst tittar- och juryröster under de två första programmen och fick dansa en andra gång.

Den av dessa två som är markerad med mörkgrå färg är den som efter detta moment tvingats lämna tävlingen (den till vänster).
| Lägst antal tittarröster         |                                           |
| Denise Rudberg och Tobias Wallin | Alexandra Pascalidou och Ludwig Jerkander |

### Program 3
Sändes den 21 januari 2011.
1. Alexander Rybak och Malin Johansson - Tango (Stereo Love - Edward Maya & Vika Jigulina)
2. Tina Thörner och Tobias Karlsson - Jive (Candyman - Christina Aguilera)
3. Helena Lundbäck och Jonathan Näslund - Tango (Jealousy - Eilly Fury)
4. Andreas Weise och Sigrid Bernson - Jive (Such a Night - Elvis Presley)
5. Hannah Graaf Karyd och Calle Sterner - Jive (Kids in America - Kim Wilde)
6. Björn Ranelid och Maria Lindberg - Tango (Alors on Danse - Stromae)
7. Frank Andersson och Charlotte Sinclair - Jive (Bad Boys - Alexandra Burke)
8. Jessica Andersson och Kristjan Lootus - Tango (Natteravn - Rasmus Seebach)
9. Figge Norling och Oksana Spichak - Jive (Cobrastyle - Teddybears STHLM)
10. Alexandra Pascalidou och Ludwig Jerkander - Jive (Manboy - Eric Saade)
11. Anders Bagge och Cecilia Ehrling - Tango (Memories - David Guetta feat. Kid Cudi)

#### Juryns poäng
| Nr | Tävlingspar          | Dermot Clemenger | Isabel Edvardsson | Ann Wilson | Tony Irving | Poängsumma |
| -- | -------------------- | ---------------- | ----------------- | ---------- | ----------- | ---------- |
| 1  | Alexander och Malin  | 4                | 4                 | 4          | 3           | 15         |
| 2  | Tina och Tobias      | 4                | 3                 | 4          | 3           | 14         |
| 3  | Helena och Jonathan  | 6                | 6                 | 6          | 5           | 23         |
| 4  | Andreas och Sigrid   | 2                | 2                 | 3          | 1           | 8          |
| 5  | Hannah och Calle     | 4                | 3                 | 4          | 4           | 15         |
| 6  | Björn och Maria      | 3                | 3                 | 3          | 3           | 12         |
| 7  | Frank och Charlotte  | 4                | 5                 | 5          | 6           | 20         |
| 8  | Jessica och Kristjan | 5                | 4                 | 5          | 4           | 18         |
| 9  | Figge och Oksana     | 7                | 6                 | 7          | 7           | 27         |
| 10 | Alexandra och Ludwig | 4                | 4                 | 4          | 4           | 16         |
| 11 | Anders och Cecilia   | 5                | 4                 | 4          | 5           | 18         |

#### Utröstningen
Listar de två par som erhöll minst tittar- och juryröster under de två första programmen och fick dansa en andra gång.

Den av dessa två som är markerad med mörkgrå färg är den som efter detta moment tvingats lämna tävlingen (den till vänster).
| Lägst antal tittarröster             |                                           |
| Hannah Graaf Karyd och Calle Sterner | Alexandra Pascalidou och Ludwig Jerkander |

### Program 4
Sändes den 28 januari 2011.
1. Björn Ranelid och Maria Lindberg - Pasodoble (Misirlou - Pulp Fiction)
2. Frank Andersson och Charlotte Sinclair - Slowfox (Mack the knife - Louis Armstrong)
3. Alexandra Pascalidou och Ludwig Jerkander - Slowfox (Nothin' on you - B.O.B feat. Bruno Mars)
4. Figge Norling och Oksana Spichak - Slowfox (Sträck ut din hand - Lasse Berghagen)
5. Jessica Andersson och Kristjan Lootus - Pasodoble (Främling - Carola)
6. Anders Bagge och Cecilia Ehrling - Pasodoble (Gloria - Mando Diao)
7. Tina Thörner och Tobias Karlsson - Slowfox (Every breath you take - The Police)
8. Helena Lundbäck och Tobias Wallin - Pasodoble (Från och med du - Oskar Linnros)
9. Andreas Weise och Sigrid Bernson - Slowfox (I'm yours - Jason Mraz)
10. Alexander Rybak och Malin Johansson - Pasodoble (Commander - Kelly Rowland)

I detta program ersattes Jonathan Näslund av Tobias Wallin efter att han råkat ut för en trafikolycka.

#### Juryns poäng
| Nr | Tävlingspar          | Dermot Clemenger | Isabel Edvardsson | Ann Wilson | Tony Irving | Poängsumma |
| -- | -------------------- | ---------------- | ----------------- | ---------- | ----------- | ---------- |
| 1  | Björn och Maria      | 3                | 3                 | 3          | 2           | 11         |
| 2  | Frank och Charlotte  | 5                | 5                 | 5          | 6           | 21         |
| 3  | Alexandra och Ludwig | 5                | 4                 | 5          | 5           | 19         |
| 4  | Figge och Oksana     | 4                | 5                 | 4          | 5           | 18         |
| 5  | Jessica och Kristjan | 6                | 6                 | 6          | 6           | 24         |
| 6  | Anders och Cecilia   | 4                | 4                 | 4          | 3           | 15         |
| 7  | Tina och Tobias K    | 7                | 7                 | 6          | 7           | 27         |
| 8  | Helena och Tobias W  | 4                | 4                 | 3          | 3           | 14         |
| 9  | Andreas och Sigrid   | 5                | 5                 | 5          | 5           | 20         |
| 10 | Alexander och Malin  | 5                | 4                 | 6          | 4           | 19         |

#### Utröstningen
Listar de två par som erhöll minst tittar- och juryröster under de två första programmen och fick dansa en andra gång.

Den av dessa två som är markerad med mörkgrå färg är den som efter detta moment tvingats lämna tävlingen (den till vänster).
| Lägst antal tittarröster         |                                           |
| Anders Bagge och Cecilia Ehrling | Alexandra Pascalidou och Ludwig Jerkander |

### Program 5
Sändes den 4 februari 2011.
1. Figge Norling och Oksana Spichak - Samba (I Like to Movie It - Reel 2 Real)
2. Helena Lundbäck och Jonathan Näslund - Samba (Bumpy Ride - Mohombi)
3. Alexander Rybak och Malin Johansson - Samba (Million Pieces - Tove Styrke)
4. Alexandra Pascalidou och Ludwig Jerkander - Samba (Sarah - Mauro Scocco)
5. Jessica Andersson och Kristjan Lootus - Samba (Destination Calabria - Alex Gaudino)
6. Andreas Weise och Sigrid Bernson - Samba (Shame Shame Shame - Shirley and Company)
7. Björn Ranelid och Maria Lindberg  - Samba (Maria - Ricky Martin)
8. Tina Thörner och Tobias Karlsson - Samba (I Samma Bil - Bo Kaspers Orkester)
9. Frank Andersson och Charlotte Sinclair - Samba (A Little Less Conversation - Elvis Presley)

#### Juryns poäng
| Nr | Tävlingspar          | Dermot Clemenger | Isabel Edvardsson | Ann Wilson | Tony Irving | Poängsumma |
| -- | -------------------- | ---------------- | ----------------- | ---------- | ----------- | ---------- |
| 1  | Figge och Oksana     | 8                | 8                 | 7          | 7           | 30         |
| 2  | Helena och Jonathan  | 6                | 6                 | 5          | 6           | 23         |
| 3  | Alexander och Malin  | 6                | 5                 | 6          | 4           | 21         |
| 4  | Alexandra och Ludwig | 7                | 7                 | 7          | 7           | 28         |
| 5  | Jessica och Kristjan | 6                | 5                 | 5          | 7           | 23         |
| 6  | Andreas och Sigrid   | 6                | 5                 | 6          | 4           | 21         |
| 7  | Björn och Maria      | 3                | 2                 | 3          | 2           | 10         |
| 8  | Tina och Tobias      | 8                | 8                 | 8          | 8           | 32         |
| 9  | Frank och Charlotte  | 8                | 7                 | 8          | 9           | 32         |

#### Utröstningen
Listar de två par som erhöll minst tittar- och juryröster under de två första programmen och fick dansa en andra gång.

Den av dessa två som är markerad med mörkgrå färg är den som efter detta moment tvingats lämna tävlingen (den till vänster).
| Lägst antal tittarröster         |                                      |
| Björn Ranelid och Maria Lindberg | Helena Lundbäck och Jonathan Näslund |

### Program 6
Sändes den 11 februari 2011.
1. Jessica Andersson och Kristjan Lootus - Cha-cha-cha (Lady Marmalade - Moulin Rouge)
2. Andreas Weise och Sigrid Bernson - Vals (Jönssonligan temat - Jönssonligan)
3. Helena Lundbäck och Jonathan Näslund - Cha-cha-cha (Pretty Woman - Pretty Woman)
4. Figge Norling och Oksana Spichak - Vals (Cavatina - Deerhunter)
5. Alexander Rybak och Malin Johansson - Cha-cha-cha (Axel F - Snuten i Hollywood)
6. Tina Thörner och Tobias Karlsson - Vals (Edelweiss - Sound of Music)
7. Frank Andersson och Charlotte Sinclair - Vals (Fairytale - Shrek)
8. Alexandra Pascalidou och Ludwig Jerkander - Vals (A Time for Us - Romeo och Julia)

#### Juryns poäng
| Nr | Tävlingspar          | Dermot Clemenger | Isabel Edvardsson | Ann Wilson | Tony Irving | Poängsumma |
| -- | -------------------- | ---------------- | ----------------- | ---------- | ----------- | ---------- |
| 1  | Jessica och Kristjan | 6                | 5                 | 5          | 4           | 20         |
| 2  | Andreas och Sigrid   | 7                | 7                 | 6          | 5           | 25         |
| 3  | Helena och Jonathan  | 5                | 5                 | 5          | 4           | 19         |
| 4  | Figge och Oksana     | 10               | 9                 | 9          | 9           | 37         |
| 5  | Alexander och Malin  | 6                | 6                 | 6          | 6           | 24         |
| 6  | Tina och Tobias      | 9                | 8                 | 8          | 9           | 34         |
| 7  | Frank och Charlotte  | 8                | 8                 | 7          | 7           | 30         |
| 8  | Alexandra och Ludwig | 9                | 8                 | 8          | 9           | 34         |

#### Utröstningen
Listar de två par som erhöll minst tittar- och juryröster under de två första programmen och fick dansa en andra gång.

Den av dessa två som är markerad med mörkgrå färg är den som efter detta moment tvingats lämna tävlingen (den till vänster).
| Lägst antal tittarröster         |                                       |
| Andreas Weise och Sigrid Bernson | Jessica Andersson och Kristjan Lootus |

### Program 7
Sändes den 18 februari 2011. Jurymedlemmen Ann Wilson medverkade inte som jurymedlem i denna fredagsfinal på grund av sjukdom. Ingen ersatte henne, vilket gjorde att juryn endast bestod av Dermot Clemenger, Isabel Edvardsson och Tony Irving. Dessutom var maxpoängen 30 istället för 40 poäng.
1. Alexandra Pascalidou och Ludwig Jerkander - Rumba (Magaluf - Orup)
2. Frank Andersson och Charlotte Sinclair - Rumba (Från Djursholm Till Danvikstull - Orup)
3. Jessica Andersson och Kristjan Lootus - Quickstep (Jag Blir Hellre Jagad Av Vargar - Orup)
4. Helena Lundbäck och Jonathan Näslund - Quickstep (Sjung Halleluja - Orup)
5. Tina Thörner och Tobias Karlsson - Rumba (Stockholm - Orup)
6. Alexander Rybak och Malin Johansson - Quickstep (M.B. - Orup)
7. Figge Norling och Oksana Spichak - Rumba (Regn Hos Mej - Orup)

#### Juryns poäng
| Nr | Tävlingspar          | Dermot Clemenger | Isabel Edvardsson | Tony Irving | Poängsumma |
| -- | -------------------- | ---------------- | ----------------- | ----------- | ---------- |
| 1  | Alexandra och Ludwig | 5                | 5                 | 3           | 13         |
| 2  | Frank och Charlotte  | 10               | 10                | 10          | 30         |
| 3  | Jessica och Kristjan | 6                | 6                 | 6           | 18         |
| 4  | Helena och Jonathan  | 8                | 7                 | 9           | 24         |
| 5  | Tina och Tobias      | 9                | 10                | 10          | 29         |
| 6  | Alexander och Malin  | 7                | 6                 | 5           | 18         |
| 7  | Figge och Oksana     | 8                | 8                 | 7           | 23         |

#### Utröstningen
Listar de två par som erhöll minst tittar- och juryröster under de två första programmen och fick dansa en andra gång.

Den av dessa två som är markerad med mörkgrå färg är den som efter detta moment tvingats lämna tävlingen (den till vänster).
| Lägst antal tittarröster             |                                       |
| Helena Lundbäck och Jonathan Näslund | Jessica Andersson och Kristjan Lootus |

### Program 8
Sändes den 25 februari 2011.
1. Tina Thörner och Tobias Karlsson - Tango (Only Girl (In the World) - Rihanna)
2. Figge Norling och Oksana Spichak - Tango (Voyage, Voyage - Desireless)
3. Jessica Andersson och Kristjan Lootus - Jive (Single Ladies Put a Ring on - It Beyoncé)
4. Alexandra Pascalidou och Ludwig Jerkander - Tango (SexyBack - Justin Timberlake)
5. Alexander Rybak och Malin Johansson - Jive (Wake Me Up Before You Go-Go - Wham!)
6. Frank Andersson och Charlotte Sinclair - Tango (Purple Haze - Jimi Hendrix)

#### Maratondansen
Maratondansen är låten Great balls of fire, samtliga deltagare dansar låten samtidigt i valfri stil. Löpande under dansen väljer juryn ut ett par som åker ut, det första paret som åker ut får 5 poäng, andra paret får 6 poäng, tredje paret får 7 poäng, fjärde paret får 8 poäng och femte paret får 9 poäng. Det vinnande paret får 10 poäng.

#### Juryns poäng
| Nr | Tävlingspar          | Dermot Clemenger | Isabel Edvardsson | Ann Wilson | Tony Irving | Maratondansen | Poängsumma |
| -- | -------------------- | ---------------- | ----------------- | ---------- | ----------- | ------------- | ---------- |
| 1  | Tina och Tobias      | 7                | 7                 | 6          | 6           | 8             | 34         |
| 2  | Figge och Oksana     | 9                | 10                | 9          | 9           | 6             | 43         |
| 3  | Jessica och Kristjan | 8                | 7                 | 8          | 8           | 9             | 40         |
| 4  | Alexandra och Ludwig | 7                | 6                 | 6          | 7           | 7             | 33         |
| 5  | Alexander och Malin  | 7                | 6                 | 7          | 5           | 10            | 35         |
| 6  | Frank och Charlotte  | 8                | 8                 | 9          | 6           | 5             | 36         |

#### Utröstningen
Listar de två par som erhöll minst tittar- och juryröster under de två första programmen och fick dansa en andra gång.

Den av dessa två som är markerad med mörkgrå färg är den som efter detta moment tvingats lämna tävlingen (den till vänster).
| Lägst antal tittarröster                  |                                  |
| Alexandra Pascalidou och Ludwig Jerkander | Figge Norling och Oksana Spichak |

### Program 9
Sändes den 4 mars 2011.
Omgång 1
1. Figge Norling och Oksana Spichak - Pasodoble (The Final Countdown - Europe)
2. Alexander Rybak och Malin Johansson - Slowfox (Baby Love - The Supremes)
3. Tina Thörner och Tobias Karlsson - Pasodoble (Holding Out for a Hero - Bonnie Tyler)
4. Jessica Andersson och Kristjan Lootus - Slowfox (Pack Up - Eliza Doolittle)
5. Frank Andersson och Charlotte Sinclai - Pasodoble (Pride (In the Name of Love) - U2)

Omgång 2
1. Figge Norling och Oksana Spichak - Street/Hip Hop (Gold Digger - Kanye West & Jamie Foxx)
2. Alexander Rybak och Malin Johansson - Charleston (The Charleston - Harry Strutters)
3. Tina Thörner och Tobias Karlsson - Disco (Knock on Wood - Amii Stewart)
4. Jessica Andersson och Kristjan Lootus - Bollywood (Jhoom Barabar Jhoom - Zuuben, Shankar Mahadevan, Sunidhi Chauhan)
5. Frank Andersson och Charlotte Sinclair - Bachata (Corazon Sin Cara - Prince Royce)

#### Juryns poäng
| Nr | Tävlingspar          | Dermot Clemenger | Isabel Edvardsson | Ann Wilson | Tony Irving | Poängsumma |
| -- | -------------------- | ---------------- | ----------------- | ---------- | ----------- | ---------- |
| 1  | Figge och Oksana     | 7                | 7                 | 6          | 6           | 26         |
| 2  | Alexander och Malin  | 9                | 9                 | 9          | 9           | 36         |
| 3  | Tina och Tobias      | 6                | 7                 | 6          | 5           | 24         |
| 4  | Jessica och Kristjan | 9                | 9                 | 9          | 10          | 37         |
| 5  | Frank och Charlotte  | 8                | 9                 | 9          | 8           | 34         |

#### Utröstningen
Listar de två par som erhöll minst tittar- och juryröster under de två första programmen och fick dansa en andra gång.

Den av dessa två som är markerad med mörkgrå färg är den som efter detta moment tvingats lämna tävlingen (den till vänster).
| Lägst antal tittarröster         |                                        |
| Figge Norling och Oksana Spichak | Frank Andersson och Charlotte Sinclair |

### Program 10
Sändes den 11 mars 2011.
Omgång 1
1. Frank Andersson och Charlotte Sinclair - Bugg (Waterloo - Abba)
2. Alexander Rybak och Malin Johansson - Salsa (Chiquitita - Abba)
3. Tina Thörner och Tobias Karlsson - Bugg (Mamma Mia - Abba)
4. Jessica Andersson och Kristjan Lootus - Salsa (Dancing Queen - Abba)

Omgång 2
1. Frank Andersson och Charlotte Sinclair - Salsa (Knowing Me, Knowing You - Abba)
2. Alexander Rybak och Malin Johansson - Bugg (When I Kissed the Teacher - Abba)
3. Tina Thörner och Tobias Karlsson - Salsa (Hasta Mañana - Abba)
4. Jessica Andersson och Kristjan Lootus - Bugg (Honey, Honey - Abba)

#### Juryns poäng
| Nr | Tävlingspar          | Dermot Clemenger | Isabel Edvardsson | Ann Wilson | Tony Irving | Poängsumma |
| -- | -------------------- | ---------------- | ----------------- | ---------- | ----------- | ---------- |
| 1  | Frank och Charlotte  | (17) 8+9         | (18) 9+9          | (18) 8+10  | (17) 7+10   | (70) 32+38 |
| 2  | Alexander och Malin  | (13) 5+8         | (13) 5+8          | (12) 5+7   | (10) 4+6    | (48) 19+29 |
| 3  | Tina och Tobias      | (16) 9+7         | (15) 8+7          | (16) 8+8   | (14) 8+6    | (61) 33+28 |
| 4  | Jessica och Kristjan | (18) 8+10        | (15) 6+9          | (16) 6+10  | (18) 8+10   | (67) 28+39 |

#### Utröstningen
Listar de två par som erhöll minst tittar- och juryröster under de två första programmen och fick dansa en andra gång.

Den av dessa två som är markerad med mörkgrå färg är den som efter detta moment tvingats lämna tävlingen (den till vänster).
| Lägst antal tittarröster            |                                        |
| Alexander Rybak och Malin Johansson | Frank Andersson och Charlotte Sinclair |

### Program 11
Sändes den 18 mars 2011.
Omgång 1
1. Tina Thörner och Tobias Karlsson - Quickstep (Oh Boy - Miss Li)
2. Frank Andersson och Charlotte Sinclair - cha-cha-cha (Fuck You - Cee Lo Green)
3. Jessica Andersson och Kristjan Lootus - Rumba (Angels - Robbie Williams)

Omgång 2
1. Tina Thörner och Tobias Karlsson - Samba (I Samma Bil - Bo Kaspers Orkester)
2. Frank Andersson och Charlotte Sinclair - Rumba (Från Djursholm Till Danvikstull - Orup)
3. Jessica Andersson och Kristjan Lootus - Jive (Single Ladies (Put a Ring on It) - Beyoncé)

#### Juryns poäng
| Nr | Tävlingspar          | Dermot Clemenger | Isabel Edvardsson | Ann Wilson | Tony Irving | Poängsumma |
| -- | -------------------- | ---------------- | ----------------- | ---------- | ----------- | ---------- |
| 1  | Tina och Tobias      | (16) 8+8         | (15) 8+7          | (16) 8+8   | (15) 7+8    | (62) 31+31 |
| 2  | Frank och Charlotte  | (19) 9 +10       | (20) 10+10        | (19) 9+10  | (20) 10+10  | (78) 38+40 |
| 3  | Jessica och Kristjan | (18) 9+9         | (17) 8+9          | (17) 8+9   | (19) 9+10   | (71) 34+37 |

#### Utröstningen
Listar de två par som erhöll minst tittar- och juryröster under de två första programmen och fick dansa en andra gång.

Den av dessa två som är markerad med mörkgrå färg är den som efter detta moment tvingats lämna tävlingen (den till vänster).
| Lägst antal tittarröster         |                                       |
| Tina Thörner och Tobias Karlsson | Jessica Andersson och Kristjan Lootus |

### Program 12
Sändes den 25 mars 2011.
Omgång 1
1. Frank Andersson och Charlotte Sinclair - Samba (A Little Less Conversation - Elvis Presley)
2. Jessica Andersson och Kristjan Lootus - Slowfox (Pack Up - Eliza Doolittle)

Omgång 2
1. Frank Andersson och Charlotte Sinclair - Vals (Fairytale - Shrek)
2. Jessica Andersson och Kristjan Lootus - Bugg (Honey, Honey - Abba)

Omgång 3
1. Frank Andersson och Charlotte Sinclair - Showdans (Don’t Stop Me Now - Queen)
2. Jessica Andersson och Kristjan Lootus - Showdans (Hush Hush (I Will Survive) - The Pussycat Dolls)

Gästdanser
1. Denise Rudberg och Tobias Wallin - Rumba (Empire State of Mind - Jay-Z feat. Alicia Keys)
2. Hannah Graaf Karyd och Calle Sterner - Quickstep (Monday Morning - Melanie Fiona)
3. Anders Bagge och Cecilia Ehrling - Pasodoble (Gloria - Mando Diao)
4. Björn Ranelid och Maria Lindberg - Tango (Alors on Danse - Stromae)
5. Andreas Weise och Sigrid Bernson - Slowfox (I’m Yours - Jason Mraz)
6. Helena Lundbäck och Jonathan Näslund - Tango (Jealousy - Billy Fury)
7. Alexandra Pascalidou och Ludwig Jerkander - Samba (Sarah - Mauro Scocco)
8. Figge Norling och Oksana Spichak - Vals (Cavatina - Deerhunter)
9. Alexander Rybak och Malin Johansson - Charleston (The Charleston - Harry Strutters)
10. Tina Thörner och Tobias Karlsson - Bugg (Mamma Mia - Abba)

#### Juryns poäng
| Nr | Tävlingspar          | Dermot Clemenger | Isabel Edvardsson | Ann Wilson   | Tony Irving  | Poängsumma     |
| -- | -------------------- | ---------------- | ----------------- | ------------ | ------------ | -------------- |
| 1  | Frank och Charlotte  | (28) 8+10+10     | (29) 9+10+10      | (28) 8+10+10 | (27) 8+10+9  | (112) 33+40+39 |
| 2  | Jessica och Kristjan | (29) 9+10+10     | (28) 9+9+10       | (28) 9+9+10  | (29) 9+10+10 | (114) 36+38+40 |

Listar nedan det par som erhöll flest antal tittarröster och därmed vann Let's Dance 2011.
| Vinnare                               |
| Jessica Andersson och Kristjan Lootus |

## Avsnittslista
| Avsnittslista | Avsnittslista   | Avsnittslista   | Avsnittslista            | Avsnittslista    | Avsnittslista            | Avsnittslista         |
| Avsnitt       | Namn            | Längd (minuter) | Sändningstid (klockslag) | Sändningsdatum   | Antal tittare (tusental) | Rankning tittartoppen |
| ------------- | --------------- | --------------- | ------------------------ | ---------------- | ------------------------ | --------------------- |
| 1             | Program 1       | 120             | 20.00-22.00              | 7 januari 2011   | 1 904                    | 2                     |
| 2.1           | Program 2       | 120             | 20.00-22.00              | 14 januari 2011  | 1609                     | 7                     |
| 2.2           | Resultatprogram | 30              | 22.25-22.55              | 14 januari 2011  | 1516                     | 9                     |
| 3.1           | Program 3       | 120             | 20.00-22.00              | 21 januari 2011  | 1453                     | 9                     |
| 3.2           | Resultatprogram | 30              | 22.25-22.55              | 21 januari 2011  | 1367                     | 12                    |
| 4.1           | Program 4       | 90              | 20.00-21.30              | 28 januari 2011  | 1336                     | 12                    |
| 4.2           | Resultatprogram | 30              | 22.25-22.55              | 28 januari 2011  | 1374                     | 10                    |
| 5.1           | Program 5       | 90              | 20.00-21.30              | 4 februari 2011  | 1361                     | 13                    |
| 5.2           | Resultatprogram | 30              | 22.25-22.55              | 4 februari 2011  | 1390                     | 10                    |
| 6.1           | Program 6       | 90              | 20.00-21.30              | 11 februari 2011 | 1348                     | 8                     |
| 6.2           | Resultatprogram | 30              | 22.25-22.55              | 11 februari 2011 | 1322                     | 9                     |
| 7.1           | Program 7       | 90              | 20.00-21.30              | 18 februari 2011 | 1340                     | 9                     |
| 7.2           | Resultatprogram | 30              | 22.25-22.55              | 18 februari 2011 | 1346                     | 8                     |
| 8.1           | Program 8       | 90              | 20.00-21.30              | 25 februari 2011 | 1253                     | 13                    |
| 8.2           | Resultatprogram | 30              | 22.25-22.55              | 25 februari 2011 | 1270                     | 11                    |
| 9.1           | Program 9       | 90              | 20.00-21.30              | 4 mars 2011      | 1298                     | 10                    |
| 9.2           | Resultatprogram | 30              | 22.25-22.55              | 4 mars 2011      | 1274                     | 13                    |
| 10.1          | Program 10      | 90              | 20.00-21.30              | 11 mars 2011     | 1343                     | 13                    |
| 10.2          | Resultatprogram | 30              | 22.25-22.55              | 11 mars 2011     | 1298                     | 14                    |
| 11.1          | Program 11      | 90              | 20.00-21.30              | 18 mars 2011     | 1335                     | 10                    |
| 11.2          | Resultatprogram | 30              | 22.25-22.55              | 18 mars 2011     | 1344                     | 9                     |
| 12.1          | Final           | 120             | 20.00-22.00              | 25 mars 2011     | TBA                      | TBA                   |
| 12.2          | Resultatprogram | 15              | 22.25-22.40              | 25 mars 2011     | TBA                      | TBA                   |